# Librairie éditrice vaticane
La Librairie éditrice vaticane  (en italien : Libreria Editrice Vaticana, en latin : Officina libraria editoria Vaticana) (LEV) est une maison d'édition établie par le Saint-Siège en 1926. Elle est responsable de la publication des documents officiels de l'Église catholique, qui incluent principalement les bulles pontificales, les encycliques ainsi qu'un nombre important de recherches et d'études d'experts ou de consulteurs destinées aux travaux des commissions pontificales pouvant faire l'objet d'une diffusion interne restreinte ou confidentielle.

## Historique

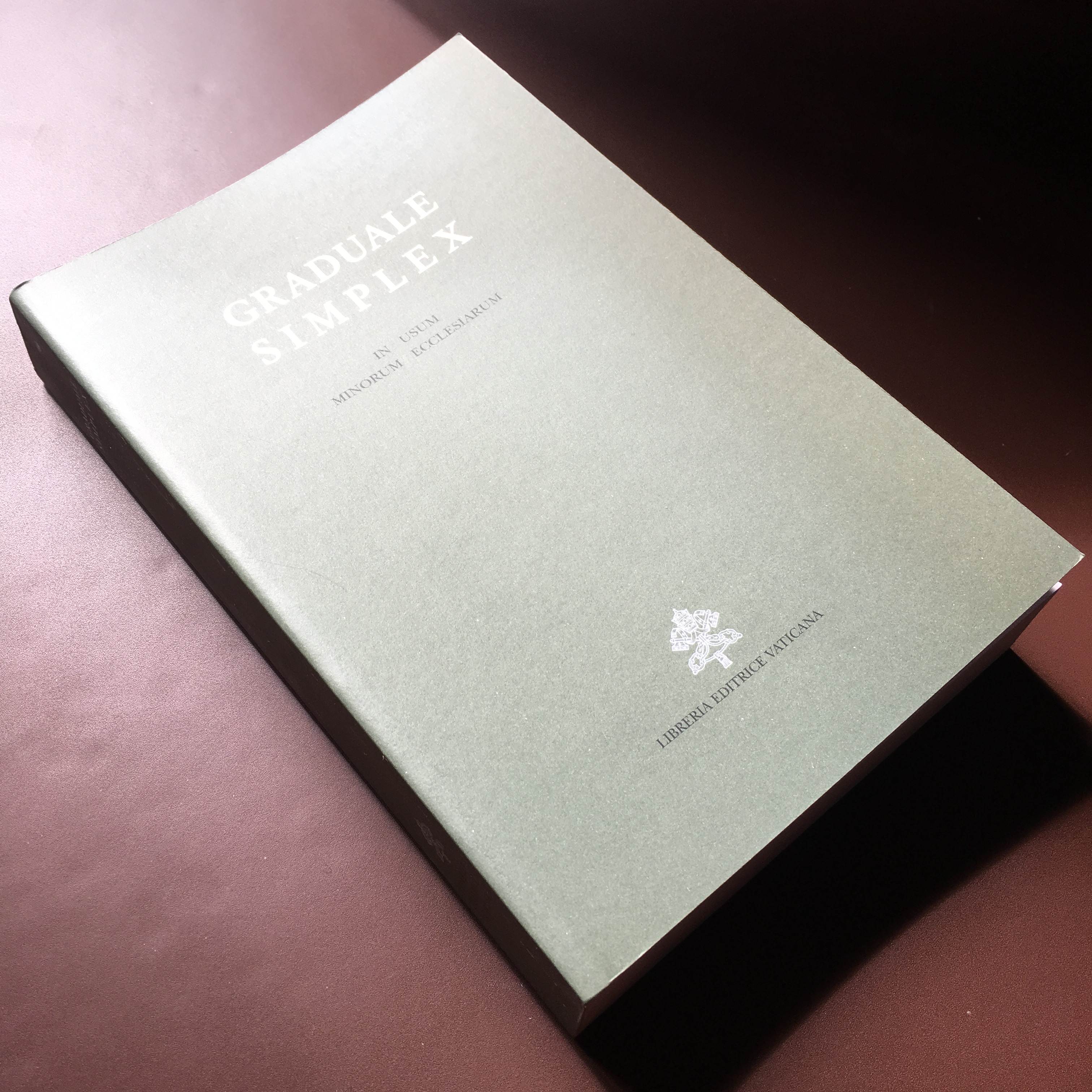
Graduale simplex, publié par la Librairie éditrice vaticane

En 1926, la Bibliothèque apostolique vaticane est séparée de l'impression et transformée en organisme autonome auquel est confiée la vente de livres imprimés par le Saint Siège.
La constitution apostolique "Pastor Bonus" du pape Jean-Paul II (28 juin 1988), classe la Librairie éditrice du Vatican comme une institution affiliée au Saint Siège (section IX, article 191).
La Maison d'édition du Vatican possède sa propre constitution et ses propres règles. Dans les statuts de la Librairie éditrice vaticane, l'article 2, stipule que: « La Libreria Editrice Vaticana a pour objectif fondamental la publication des documents du Souverain Pontife et du Saint Siège ».
La société détient les droits d'auteur de tous les écrits du pape, mais n'a commencé à les appliquer qu'à l'élection de Benoît XVI.
Dans le cadre de la restructuration de la communication du Saint-Siège mise en œuvre par le pape François sur proposition du Conseil des cardinaux, la LEV est placée sous la responsabilité du nouveau secrétariat pour la communication le 29 juin 2015.